# Kataegis

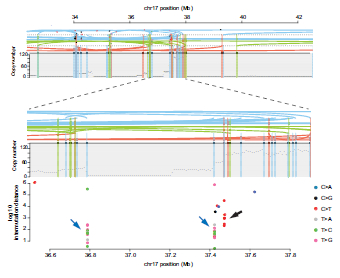
Zonas de hipermutación localizadas (kataegis) en el cromosoma 17.

Kataegis (del griego: καταιγίς, tempestad) es un término empleado en biología molecular para designar zonas de hipermutación regional identificadas en el genoma de algunos tipos de cáncer. El término fue acuñado en 2012 por el grupo de cáncer de pecho del Consorcio Internacional para el Genoma del Cáncer (ICGC), debido a que las gráficas de cáncer de pecho se parecían a una lluvia, siendo en este tipo de cáncer donde fueron descubiertas. En concreto, se sabe que se dan kataegis en 13 de los 21 tipos de cáncer de pecho que se conocen hasta la fecha. Se ha observado que el 49% de cánceres de mama los presentan. Estas hipermutaciones localizadas son características de distintas firmas mutacionales, se encuentran en las firmas de sustitución de bases 2 y 13 y en las firmas de reodenamiento 4 y 6. Sin embargo, las firmas de reordenamiento 1, 3 y 5 generalmente no muestran kataegis.
Estas zonas se caracterizan por estar situadas en clústeres de un tamaño típico de 1 Kb enriquecidos en el trinucleótidos TpCpN situados sobre la misma cadena de ADN en las que se da una elevadísima tasa (desde unas pocas hasta miles) de mutaciones puntualesde tipo C>T y/o C>G, y se suelen encontrar en las proximidades de zonas donde se dan reordenamientos cromosómicos. Las kataegis afectan a regiones diferentes en los distintos tipos de cáncer donde se han observado.
Se ha planteado la hipótesis de que en el proceso están involucradas enzimas de la familia de las APOBEC desaminasas.
Se han encontrado en cáncer de pulmón, de páncreas, hígado, meduloblastoma, linfoma de linfocitos B y leucemia linfoblástica aguda.